# Puente H (electrónica)
Un Puente en H es un circuito electrónico que permite invertir la polaridad de tensión aplicada a una carga. Generalmente se usa para permitir a un motor eléctrico DC girar en ambos sentidos, avance y retroceso. Son ampliamente usados en robótica y como convertidores de potencia. Los puentes H están disponibles como circuitos integrados, pero también pueden construirse a partir de componentes discretos.

Estructura de un puente H (marcado en rojo).

Los 2 estados básicos del circuito.

El término "puente H" proviene de la típica representación gráfica del circuito. Un puente H se construye con 4 interruptores (mecánicos o mediante transistores). Cuando los interruptores S1 y S4 (ver primera figura) están cerrados (y S2 y S3 abiertos) se aplica una tensión positiva en el motor, haciéndolo girar en un sentido. Abriendo los interruptores S1 y S4 (y cerrando S2 y S3), el voltaje se invierte, permitiendo el giro en sentido inverso del motor.
Con la nomenclatura que estamos usando, los interruptores S1 y S2 nunca podrán estar cerrados al mismo tiempo, porque esto cortocircuitaría la fuente de tensión. Lo mismo sucede con S3 y S4.

## Aplicaciones
Como hemos dicho el puente H se usa para invertir el giro de un motor, pero también puede usarse para frenarlo, al hacer un corto entre las bornas del motor, o incluso puede usarse para permitir que el motor frene bajo su propia inercia, cuando desconectamos el motor de la fuente que lo alimenta. En el siguiente cuadro se resumen las diferentes acciones.
| S1 | S2 | S3 | S4 | Resultado                           |
| 1  | 0  | 0  | 1  | El motor gira en avance             |
| 0  | 1  | 1  | 0  | El motor gira en retroceso          |
| 0  | 0  | 0  | 0  | El motor se detiene bajo su inercia |
| 1  | 0  | 1  | 0  | El motor se detiene                 |
| 0  | 1  | 0  | 1  | El motor se detiene                 |
| 1  | 1  | 0  | 0  | Cortocircuito                       |
| 0  | 0  | 1  | 1  | Cortocircuito                       |
| 1  | 1  | 1  | 1  | Cortocircuito                       |

(S1-4 referidos a los diagramas)
Tiene otras aplicaciones como generar un voltaje de salida AC a partir de controlar con dos PWM invertidos los Transistores s1, s2 y s3, s4. generando un voltaje alterno que se puede tomar diferentes frecuencias dependiendo del Duty-cycle que tomen las PWM. un ejemplo de esta configuración es el uso de un peltier para obtener una temperatura requerida en función de las PWM.

## Montaje
Lo más habitual en este tipo de circuitos es emplear interruptores de estado sólido (como Transistores), puesto que sus tiempos de vida y frecuencias de conmutación son mucho más altas. En convertidores de potencia es impensable usar interruptores mecánicos, dado su bajo número de conmutaciones de vida útil y las altas frecuencias que se suelen emplear.
Además los interruptores se acompañan de diodos (conectados a ellos en antiparalelo o sea, inversamente polarizados) como protección para los picos transitorios que generan las bobinas y otras cargas al desconectarse. puesto que el motor está compuesto por bobinados